# Piranšaher
Piranšaher (perz.: پیرانشهر ; Grad Pirana, izvedenica od imena kurdskog plemena Piran, također lokalno: Hanê (trans. Hane)) je ime grada na sjeverozapadu Irana u pokrajini Zapadni Azarbajdžan i sjedište Piranšaherskog okruga. Nalazi se nedaleko od granice s Irakom.

## Dijelovi grada
Zargatan i Kohnehane su najstariji dijelovi grada.

## Demografija
Kao etnička skupina u Piranšaheru prevladavaju uglavnom Kurdi.
Prema Piranšaherovoj organizaciji za popisivanje stanovništva najviši godišnji prosječni rast stavnovništva u pokrajini je u gradu Piranšaheru. Godine 2009. imao je oko 64.158 stanovnika.

## Događaji
Turska je narušila iranski zračni prostor i granicu dva puta te pritom izvela zračni napad 18. srpnja 1999. na iransku graničnu stražu nedaleko grada Piranšahera u kojem je barem petero nedužnih civila ubijeno i jedanaestero ozlijeđeno.
- Zračna luka Piranšaher
- Piranšaherski okrug

## Vanjske poveznice
- (perz.) Službene stranice grada Piranšahera  Arhivirana inačica izvorne stranice od 23. siječnja 2011. (Wayback Machine)